# Muć
Muć (italsky Much) je opčina v Chorvatsku ve Splitsko-dalmatské župě. Nachází se asi 13 km západně od Sinje a asi 27 km severovýchodně od Splitu. V roce 2011 žilo v celé opčině 3 882 obyvatel. Střediskem opčiny je vesnice Donji Muć, největší vesnicí v opčině je však Neorić.
Opčina zahrnuje celkem 17 samostatných vesnic:
- Bračević – 182 obyvatel
- Crivac – 310 obyvatel
- Donje Ogorje – 116 obyvatel
- Donje Postinje – 78 obyvatel
- Donji Muć – 590 obyvatel
- Gizdavac – 127 obyvatel
- Gornje Ogorje – 163 obyvatel
- Gornje Postinje – 135 obyvatel
- Gornji Muć – 530 obyvatel
- Mala Milešina – 21 obyvatel
- Neorić – 883 obyvatel
- Pribude – 102 obyvatel
- Radunić – 86 obyvatel
- Ramljane – 167 obyvatel
- Sutina – 349 obyvatel
- Velika Milešina – 33 obyvatel
- Zelovo – 10 obyvatel

Opčinou procházejí silnice D56 a D219.